# 完投
完投（かんとう、英：Complete game / CG）とは、野球において、先発投手が試合終了時まで投手交代なく一人で投げることを指す。

## 概要
完投に勝敗は問わないので「完投負け」というケースもありうる。また、イニングも問わないので延長戦であっても全イニング投げ切らないと完投とならない一方、コールドゲームで打ち切りとなった場合でも最初から最後まで投げていれば完投が記録される。したがって、試合成立イニングより1イニング少ない投球回を投げただけで完投となる可能性もある。また、野手のフル出場の扱いとは異なり、最終回の攻撃中に代打や代走を送られた場合でも、そのイニングまでで試合終了となれば、完投が記録される。
相手に得点を許さずに完投した場合は完封またはシャットアウトといい公式に記録に残される。さらに安打を許さない完投をノーヒットノーラン（無安打無得点試合）、安打だけでなく四死球・失策も許さなかった完投を完全試合またはパーフェクトゲームという。また、失点はしても四死球をださなかった場合、無四球試合が記録される。
各国の野球リーグの草創期においてはまだ選手間の実力差が大きく、優秀な投手（エースピッチャー）を代替できる投手がいなかったため、優秀な投手は完投することが一般的であった。しかし、リーグにおいて選手の実力や戦術が成熟していくと、先発・中継ぎ・抑えという投手間の役割分担が明確化するようになり、完投は次第に減少する傾向にある。
日本のプロ野球では、先発した投手が不甲斐ない投球をした場合、降板させず懲罰として、大量の球数を要してでもあえて完投させることがある。

## 沿革
最初のプロ野球リーグは19世紀後期のアメリカ合衆国で創設されたが、当時は、病気や怪我などで試合を続けられなくなった選手が出ない限り、選手の交代をしないルールのもとで行われていた。試合途中での選手交代がルール上できるようになったのは1891年のことだが、優秀な投手が先発した試合を完投する傾向はルール改訂後もしばらく続いた。アメリカ大リーグ（NLB）の通算完投数の最多記録はサイ・ヤングの749完投だが、ヤングが投手として投げていた時期は、まだリーグ全体として投手交代が戦術的に行われていなかった時期とも重なる。
前述の投手交代の戦術が浸透しはじめ、完投数が著しく減少するのは20世紀初頭のことである。リーグ全体の年度別投手成績の推移を見ると、19世紀末はおよそ8割以上が先発完投だったが、1900年代の10年の間でおよそ5 - 6割にまで減少し、その後も先発完投の割合は減少を続けた。1960年代以降完投の割合は3割を切るようになり、1990年代には1割を割り込むようになった。
この間投手起用法に関する研究が進み、1980年代初期には、先発した回数よりも一試合当たりの投球数が、投手への負担を大きく左右していることが実証的に明らかとなった。これを受けて、多くのチームは先発投手の負担を軽減するため、継投策を多用する傾向をさらに強めていった。こうした動きに逆らったのが、完投主義者ビリー・マーチン率いるオークランド・アスレチックスである。1980年と1981年のアスレチックスは先発投手陣が完投を重ね、1980年は前年のチーム総計41完投をはるかに超える94完投、1981年には109試合で60完投を記録し同年地区優勝を果たした。ところが、翌1982年、先発投手陣は軒並み不調に陥り、それまでの過多な完投が先発投手陣に大きな負担を与えたためだとされた。これがエポック・メイキングとなり、大リーグでは完投主義の後退がさらに加速した。1980年代後半頃から、先発投手は中4-5日で登板し、一先発当たりの投球数を100球前後に制限するという起用法が一般的となっている。また、このような中でも、1試合の登板で8回ないし9回を球数をある程度増やして投げ切り、かつそれを続けることができるタフさを持った投手を現在では「イニング・イーター」と呼ぶ。
日本でもアメリカ同様にプロ野球草創期においては、エース投手が完投することが当然とされていた。1937年秋のシーズンに東京巨人軍の沢村栄治が先発全24試合で完投、1940年に東京巨人軍の須田博が42先発中41完投、同年に翼軍の野口二郎が31先発中29完投、1943年に阪神の若林忠志が先発全39試合を完投など、枚挙にいとまがない。
日本プロ野球の年間完投数記録の上位者を見ると、最多は1947年に50先発で47完投した別所昭、以下、2位44完投の林安夫（1942年）、3位44完投の白木義一郎（1947年）らをはじめとして、20位までは1955年の金田正一（19位34完投）を除いて全て1940年代以前の記録である。
1950年の2リーグ分立後は、選手の実力が全体的に底上げされたこともあり、次第に完投数は減少していった。しかし、エース投手は完投すべきという観念は根強く残存し、各チームのエースたちもまたその期待に応えていた。こうした「完投主義」は長らく続き、1990年代初期ごろまで見ることができた。
日本プロ野球の通算完投数記録を見ると、最多365完投の金田正一（1950年代-1960年代に活躍）、次いで2位350完投のヴィクトル・スタルヒン（1930年代-1950年代に活躍）、3位340完投の鈴木啓示（1960年代-1980年代に活躍）というように、上位にもプロ野球草創期から1980年代までの名投手が満遍なく名を残している。
| 年間完投数の推移（5年おき） | 年間完投数の推移（5年おき） | 年間完投数の推移（5年おき） |
| 年(試合数)                  | パシフィック (完投率)       | セントラル (完投率)         |
| --------------------------- | --------------------------- | --------------------------- |
| 1950(パ120、セ136-140)      | 390 (0.464)                 | 510 (0.461)                 |
| 1955(パ140、セ130)          | 297 (0.260)                 | 303 (0.388)                 |
| 1960(130)                   | 226 (0.281)                 | 220 (0.282)                 |
| 1965(140)                   | 251 (0.298)                 | 206 (0.245)                 |
| 1970(130)                   | 244 (0.312)                 | 232 (0.297)                 |
| 1975(130)                   | 302 (0.387)                 | 165 (0.211)                 |
| 1980(130)                   | 270 (0.346)                 | 209 (0.267)                 |
| 1985(130)                   | 235 (0.301)                 | 176 (0.225)                 |
| 1990(130)                   | 223 (0.285)                 | 213 (0.270)                 |
| 1995(130)                   | 141 (0.180)                 | 139 (0.177)                 |
| 2000(135)                   | 107 (0.132)                 | 73 (0.089)                  |
| 2005(パ136、セ146)          | 108 (0.132)                 | 71 (0.081)                  |
| 2010(144)                   | 85 (0.098)                  | 45 (0.052)                  |
| 2015(143)                   | 46 (0.054)                  | 49 (0.057)                  |

1950年代から1970年代前期まで、年間完投数のリーグ合計は、パシフィック・リーグ、セントラル・リーグともに200 - 300完投の間で安定的に推移していた。1970年代中期ごろからセントラルリーグのみ完投数が減少し始め、年間200完投を超えることがなくなっていった。1980年代に入ってもセントラルリーグの完投減少傾向に変化はなく、毎年150 - 200完投前後で推移していた。一方パシフィック・リーグでは以前と変わらずに年間200完投以上が記録され続けており、パ・セ間の完投をめぐる状況は大きな差異を見せていた。
パ・セ間で完投数に大きな差が出た背景として、1975年からパシフィック・リーグで指名打者制度が導入されたことがしばしば挙げられる（指名打者制度では通常、投手は打席に立たないので代打を送られることによる交代はない）。しかし、セントラルリーグにおいて完投数が減少した原因については必ずしも明らかとはなっていない。ただ、1974年に巨人の連覇をとめた中日ドラゴンズが、当時の近藤貞雄投手コーチによる分業論を採用し、星野仙一や鈴木孝政らの有力なリリーフ投手を擁していたことが影響しているという説がある。
完投主義の最後の光芒と呼べるのが桑田真澄、斎藤雅樹、槙原寛己の「三本柱」を擁していた1989年・1990年の巨人である。両年とも巨人がリーグ優勝を果たしているが、これは藤田元司監督の先発完投主義によるもので、1990年にはチームで70完投を記録している。
このようにながらく続いた日本の完投主義に大きな変化が生じたのは1990年代中期である。この時期、上記の「三本柱」やそれと同等以上の完投数を記録した中日の今中慎二に陰りが見え始めたこともあって、セントラル・リーグでは年間150 - 200完投前後だったのが年間100完投前後へと減少した。また、パシフィック・リーグにおいても、完投数の多くを占めていた野茂英雄のアメリカ大リーグ移籍後は、2リーグ分立以降ずっと継続してきた年間200完投以上が、数年のうちに年間100完投前後へ一気に減少した。この大きな変化は、単に有力選手の移籍や成績低下のみならず、大リーグにおける投手起用法が日本プロ野球に導入されたためだと考えられている。すなわち、先発投手の1先発当たり投球数を100前後に抑制する起用法である。1980年代中期ごろから先発投手への負担過多を問題視する意見が唱えられており、1990年代に入るとそうした意見が更に強まった。この風潮を受けて、立花龍司らのような合理的なトレーニング理論を持った人材が、各チームのコンディショニング・コーチとして採用されると、先発投手に過大な負担をかける完投を必要以上に重視しない野球観がプロ野球に定着した。このため、1990年代中期のわずか数年間で、完投数に劇的な変化が生じた。
21世紀に入っても、年間完投数は年を追うごとに減少した。年間100完投前後を推移していたパシフィック・リーグも2015年頃を境にさらなる減少期に入り、時代が令和に入ると年間1ケタというチームも珍しくなくなった。先発完投能力のある主戦級投手のMLBへの移籍や、また故障のリスクのある中であえて完投させる事に積極的意義を見出さなくなった事も大きい。チーム成績ともさほどリンクしておらず、オープナーやショートスターター、ブルペンデーなどの継投野球が熟成されることによって、完投勝利が極めて少ないチームでも継投野球を駆使することで優勝争いが可能になり、結果として完投はチームの方針としてあまり重視されなくなっている。そのため、先発投手の査定においてはクオリティ・スタートなど他の指標を模索する動きも出ている。また、経営者側の観点からは、先発投手に比べて年俸の低い契約を結んでいるリリーフ投手をより多く活用することで、投手陣にかけるサラリーを抑えることができるため、そういった意味でも継投野球が推奨されているのが現状である。その一方で、継投野球が多様化していく中ではリリーフ投手の酷使が懸念されていることから、完投能力のある投手の存在はリリーフ投手の負担を軽減できる存在として、セントラル・リーグでは見直される動きもある。

## 日本プロ野球

### 通算記録
| 順位 | 選手名       | 完投 |
| ---- | ------------ | ---- |
| 1    | 金田正一     | 365  |
| 2    | V.スタルヒン | 350  |
| 3    | 鈴木啓示     | 340  |
| 4    | 別所毅彦     | 335  |
| 5    | 小山正明     | 290  |
| 6    | 山田久志     | 283  |
| 7    | 若林忠志     | 263  |
| 8    | 米田哲也     | 262  |
| 9    | 野口二郎     | 259  |
| 10   | 東尾修       | 247  |

| 順位 | 選手名     | 完投 |
| ---- | ---------- | ---- |
| 11   | 藤本英雄   | 227  |
| 12   | 長谷川良平 | 213  |
| 13   | 真田重蔵   | 211  |
| 14   | 梶本隆夫   | 202  |
| 15   | 村山実     | 192  |
| 16   | 中尾碩志   | 184  |
| 16   | 村田兆治   | 184  |
| 18   | 稲尾和久   | 179  |
| 19   | 堀内恒夫   | 178  |
| 20   | 川崎徳次   | 172  |

- 記録は2024年シーズン終了時点[14]

### 個人シーズン記録
| 順位                         | 選手名     | 所属球団         | 完投 | 記録年 | 先発 |
| ---------------------------- | ---------- | ---------------- | ---- | ------ | ---- |
| 1                            | 別所昭     | 南海ホークス     | 47   | 1947年 | 50   |
| 2                            | 林安夫     | 朝日             | 44   | 1942年 | 51   |
| 2                            | 白木義一郎 | 東急フライヤーズ | 44   | 1947年 | 45   |
| 4                            | 亀田忠     | 黒鷲             | 43   | 1940年 | 46   |
| 4                            | 白木義一郎 | セネタース       | 43   | 1946年 | 48   |
| 4                            | 真田重蔵   | パシフィック     | 43   | 1946年 | 49   |
| 7                            | 真田重蔵   | 太陽ロビンス     | 42   | 1947年 | 44   |
| 8                            | 須田博     | 東京巨人軍       | 41   | 1940年 | 42   |
| 8                            | 野口二郎   | 大洋             | 41   | 1942年 | 48   |
| 10                           | 藤本英雄   | 東京巨人軍       | 39   | 1943年 | 46   |
| 10                           | 若林忠志   | 阪神             | 39   | 1943年 | 39   |
| 記録は2024年シーズン終了時点 |            |                  |      |        |      |

|                | 選手名   | 所属球団         | 完投 | 記録年 | 先発 |
| -------------- | -------- | ---------------- | ---- | ------ | ---- |
| セ・リーグ記録 | 金田正一 | 国鉄スワローズ   | 34   | 1955年 | 37   |
| パ・リーグ記録 | 鈴木啓示 | 近鉄バファローズ | 30   | 1978年 | 35   |

## メジャーリーグベースボール

### 通算記録
| 順位 | 選手名                 | 完投 |
| ---- | ---------------------- | ---- |
| 1    | サイ・ヤング           | 749  |
| 2    | パッド・ガルヴィン     | 646  |
| 3    | ティム・キーフ         | 554  |
| 4    | キッド・ニコルズ       | 532  |
| 5    | ウォルター・ジョンソン | 531  |
| 6    | ボビー・マシューズ     | 525  |
| 6    | ミッキー・ウェルチ     | 525  |
| 8    | チャールズ・ラドボーン | 488  |
| 9    | ジョン・クラークソン   | 485  |
| 10   | トニー・マレーン       | 468  |

| 順位 | 選手名                   | 完投 |
| ---- | ------------------------ | ---- |
| 11   | ジム・マコーミック       | 466  |
| 12   | ガス・ウェイイング       | 449  |
| 13   | ピート・アレクサンダー   | 436  |
| 14   | クリスティ・マシューソン | 435  |
| 15   | ジャック・パウエル       | 422  |
| 16   | エディ・プランク         | 410  |
| 17   | ウィル・ホワイト         | 394  |
| 18   | エイモス・ルーシー       | 393  |
| 19   | ビック・ウィリス         | 388  |
| 20   | トミー・ボンド           | 386  |

- 記録は2024年シーズン終了時点[16]

### 個人シーズン記録
| 20世紀以降                   | 20世紀以降           | 20世紀以降                   | 20世紀以降 | 20世紀以降 | 20世紀以降     |
| 順位                         | 選手名               | 所属球団                     | 完投       | 記録年     | 備考           |
| ---------------------------- | -------------------- | ---------------------------- | ---------- | ---------- | -------------- |
| 1                            | ジャック・チェスブロ | ニューヨーク・ハイランダーズ | 48         | 1904年     | ア・リーグ記録 |
| 2                            | ビック・ウィリス     | ボストン・ビーンイーターズ   | 45         | 1902年     | ナ・リーグ記録 |
| 3                            | ジョー・マクギニティ | ニューヨーク・ジャイアンツ   | 44         | 1903年     |                |
| 4                            | ジョージ・マリン     | デトロイト・タイガース       | 42         | 1904年     |                |
| 4                            | エド・ウォルシュ     | シカゴ・ホワイトソックス     | 42         | 1908年     |                |
| 6                            | ヌードルズ・ハーン   | シンシナティ・レッズ         | 41         | 1901年     | 左投手記録     |
| 6                            | サイ・ヤング         | ボストン・アメリカンズ       | 41         | 1902年     |                |
| 6                            | アーヴ・ヤング       | ボストン・ビーンイーターズ   | 41         | 1905年     | 左投手記録     |
| 9                            | サイ・ヤング         | ボストン・アメリカンズ       | 40         | 1904年     |                |
| 10                           | ジョー・マクギニティ | ボルチモア・オリオールズ     | 39         | 1901年     |                |
| 10                           | ビル・ディニーン     | ボストン・アメリカンズ       | 39         | 1902年     |                |
| 10                           | ビック・ウィリス     | ボストン・ビーンイーターズ   | 39         | 1904年     |                |
| 10                           | ジャック・テイラー   | セントルイス・カージナルス   | 39         | 1904年     |                |
| 10                           | ルーブ・ワッデル     | フィラデルフィア・フィリーズ | 39         | 1904年     |                |
| 記録は2024年シーズン終了時点 |                      |                              |            |            |                |

| ライブボール時代以降         | ライブボール時代以降   | ライブボール時代以降           | ライブボール時代以降 | ライブボール時代以降 | ライブボール時代以降 |
| 順位                         | 選手名                 | 所属球団                       | 完投                 | 記録年               |                      |
| ---------------------------- | ---------------------- | ------------------------------ | -------------------- | -------------------- | -------------------- |
| 1                            | ボブ・フェラー         | クリーブランド・インディアンス | 36                   | 1946年               |                      |
| 2                            | ピート・アレクサンダー | シカゴ・カブス                 | 33                   | 1920年               |                      |
| 2                            | バーリー・グライムス   | ブルックリン・ロビンス         | 33                   | 1923年               |                      |
| 2                            | ディジー・トラウト     | デトロイト・タイガース         | 33                   | 1944年               |                      |
| 2                            | ロビン・ロバーツ       | フィラデルフィア・フィリーズ   | 33                   | 1953年               |                      |
| 6                            | レッド・フェイバー     | シカゴ・ホワイトソックス       | 32                   | 1921年               |                      |
| 6                            | ジョージ・ウール       | クリーブランド・インディアンス | 32                   | 1926年               |                      |
| 8                            | レッド・フェイバー     | シカゴ・ホワイトソックス       | 31                   | 1922年               |                      |
| 8                            | ウェス・フェレル       | ボストン・レッドソックス       | 31                   | 1935年               |                      |
| 8                            | ボボ・ニューサム       | セントルイス・ブラウンズ       | 31                   | 1938年               |                      |
| 8                            | バッキー・ウォルターズ | シンシナティ・レッズ           | 31                   | 1939年               |                      |
| 8                            | ボブ・フェラー         | クリーブランド・インディアンス | 31                   | 1940年               |                      |
| 記録は2024年シーズン終了時点 |                        |                                |                      |                      |                      |

### 19世紀のMLBシーズン記録
| 順位                         | 選手名                 | 所属球団                       | 完投 | 記録年 |
| ---------------------------- | ---------------------- | ------------------------------ | ---- | ------ |
| 1                            | ウィル・ホワイト       | シンシナティ・レッズ           | 75   | 1879年 |
| 2                            | チャールズ・ラドボーン | プロビデンス・グレイズ         | 73   | 1884年 |
| 3                            | ジム・マコーミック     | クリーブランド・ブルース       | 72   | 1880年 |
| 3                            | パッド・ガルヴィン     | バッファロー・バイソンズ       | 72   | 1883年 |
| 3                            | ガイ・ヘッカー         | ルイビル・エクリプス           | 72   | 1884年 |
| 6                            | パッド・ガルヴィン     | バッファロー・バイソンズ       | 71   | 1884年 |
| 7                            | ティム・キーフ         | ニューヨーク・メトロポリタンズ | 68   | 1883年 |
| 7                            | ジョン・クラークソン   | シカゴ・ホワイトストッキングス | 68   | 1885年 |
| 7                            | ジョン・クラークソン   | ボストン・ビーンイーターズ     | 68   | 1889年 |
| 10                           | ビル・ハッチソン       | シカゴ・コルツ                 | 67   | 1892年 |
| 記録は2024年シーズン終了時点 |                        |                                |      |        |